# 旬を食す
旬を食す（しゅんをしよくす）は山陽放送で放送されていたラジオ番組。2008年3月28日終了。

## パーソナリティ
- 竹中聡美

## 放送時間
- 毎週土曜日8:30-8:40

## 概要
- 岡山県内で作った野菜・果物を紹介する。